# La duda (canción de Yuridia)
«La duda» es el segundo sencillo promocional del primer álbum en vivo de la cantante mexicana Yuridia, Primera fila. El tema fue compuesto por Horacio Palencia, primero interpretada en vivo durante la grabación del álbum . 

## Información
Es un tema inédito escrito por Horacio Palencia, compositor que ha tenido como intérpretes de sus obras a artistas como Maluma, Río Roma, Luis Fonsi, Chavela Vargas, entre otros. La semana pasada la canción se convirtió en el tercer sencillo del álbum Primera fila. 
El tema fue anunciado oficialmente el 25 de junio de 2018 por la disquera de la cantante Sony Music México, en su cuenta oficial de Facebook. Al igual que la cantante lo confirmó en sus cuentas oficiales .

## Posición en listas
| Listas (2018)                    | Posición alcanzada |
| -------------------------------- | ------------------ |
| Billboard Mexico Airplay         | 45                 |
| Billboard Mexico Español Airplay | 17                 |

## Lanzamiento
| País           | Fecha                   | Formato          |
| -------------- | ----------------------- | ---------------- |
| México         | 24 de noviembre de 2017 | Descarga digital |
| Estados Unidos | 24 de noviembre de 2017 | Descarga digital |